# Thonotosassa
Thonotosassa és una concentració de població designada pel cens dels Estats Units a l'estat de Florida. Segons el cens del 2000 tenia 6.091 habitants.

## Demografia
Segons el cens del 2000, Thonotosassa tenia 6.091 habitants, 2.178 habitatges, i 1.616 famílies. La densitat de població era de 141,1 habitants/km².
Dels 2.178 habitatges en un 34,9% hi vivien nens de menys de 18 anys, en un 55,6% hi vivien parelles casades, en un 12,2% dones solteres, i en un 25,8% no eren unitats familiars. En el 20,1% dels habitatges hi vivien persones soles el 8,1% de les quals corresponia a persones de 65 anys o més que vivien soles. El nombre mitjà de persones vivint en cada habitatge era de 2,72 i el nombre mitjà de persones que vivien en cada família era de 3,07.
Per edats la població es repartia de la següent manera: un 26,7% tenia menys de 18 anys, un 7,6% entre 18 i 24, un 28,6% entre 25 i 44, un 23,1% de 45 a 60 i un 14% 65 anys o més.
L'edat mediana era de 37 anys. Per cada 100 dones de 18 o més anys hi havia 95,4 homes.
La renda mediana per habitatge era de 43.159 $ i la renda mediana per família de 44.829 $. Els homes tenien una renda mediana de 31.914 $ mentre que les dones 22.674 $. La renda per capita de la població era de 18.191 $. Entorn del 12,7% de les famílies i el 16% de la població estaven per davall del llindar de pobresa.

## Poblacions més properes
El següent diagrama mostra les poblacions més properes.